# Zoi Fitsiou
Zoi Fitsiou, född den 14 september 1995 i Kozani, är en grekisk roddare.

## Karriär
Vid OS 2024 i Paris tog Fitsiou brons tillsammans med Dimitra Kontou i lättvikts-dubbelsculler. Vid EM 2025 i Plovdiv tog de silver tillsammans i dubbelsculler.